# Protectorat d'Uganda
El protectorat d'Uganda fou un territori britànic de l'Àfrica oriental (equatorial o central) al nord i nord-oest del llac Victòria. Administrativament estava inclòs fins al 1920 en els Protectorats d'Àfrica Oriental Britànica i Uganda, i després en el conjunt anomenat Kenya i Uganda (Colònia i Protectorat de Kenya, i Protectorat d'Uganda) al que es va incorporar el 1922 Tanganyika, amb una sèrie de serveis comuns (monetaris, ferroviaris, i postals bàsicament). La seva unió per ferrocarril amb Mombasa a la costa de l'Àfrica Oriental Britànica (construïda entre 1896 i 1900) establerta el 1901, la va treure de l'aïllament i va permetre expandir el comerç.

## Superfície i població
La seva superfície era de 243.848 km² dels quals 38.894 km² eren d'aigües interiors. La població estimada era de quatre milions el 1901, i de cinc milions el 1918, però aquestes estimacions es van considerar errònies i el cens de 1925 va donar 3.136.000 habitants dels que només 11.613 eren asiàtics i 1752 europeus. L'ètnia majoritària eren els bagandes amb 750.000.

## Religió
Religiosament estava dividida en dos parts: el vicariat apostòlic de l'Alt Nil (creat el 1884) a l'orient, i el Vicariat apostòlic d'Uganda (que inclou el regne de Buganda) a l'occident (igualment creat el 1894 però amb el nom de Victòria Nyanza fins que fou canviat el 15 de gener de 1915), amb seus respectives a Katirondo i Kampala. El 1925 hi havia prop de 200000 catòlics.

## Moneda
La moneda del país fou la rupia de plata (a partir del 1910 equivalent a dos xílings) amb peces d'1, 0,5 i 0,25, i altres de níquel de 0,10, 0,05, 0,01 i 0,005 cèntims. Els bitllets del govern de l'Àfrica oriental de 500, 100, 50, 20, 10, 5 i 1 florins.

## Història
El país fou visitat per Speke el 1862. El nom de "Uganda" era el nom suhaili de Buganda, que al seu torn era el nom del fundador, el casador Ganda (Ba = País, Baganda = País de Ganda) després conegut com a Kimera. Els europeus van adoptar el nom suahili. El doctor Schnitzer conegut com a Emin Effendi, va residir a la cort del rei Mutesa I del 1874 al 1876, com ambaixador del coronel Gordon, governador del Sudan. Els britànics van reconèixer la independència de Buganda el 1876.
A la mort de Mutesa I el 24 d'octubre de 1884 el regne fou teatre de lluites entre els cristians locals (i els missioners) i els musulmans locals i de fora i es van produir diverses revolucions. Mwanga, que havia estat enderrocat, fou restaurat amb ajut dels cristians (5 d'octubre de 1889). Mwanga havia demanat ajut a la Companyia Imperial Britànica de l'Àfrica Oriental, i el seu administrador li va enviar una bandera de la companyia, probablement el pavelló blau, que fou adoptada per Mwanga com a bandera del regne el 15 de desembre de 1889. A finals del 1889 un membre d'una companyia comercial alemanya, Peters, va signar un tractat amb el rei Mwanga pel que aquest reconeixia el protectorat alemany, però la Companyia Imperial Britànica de l'Àfrica Oriental va al·legar que el rei ja havia acceptat la seva bandera i protecció, i el tractat amb els alemanys era nul. Així fou reconegut i confirmat pel tractat entre Gran Bretanya i Alemanya d'1 de juliol de 1890, que bescanviava Helgoland per Zanzíbar i feia altres canvis a les zones d'influència d'Àfrica. Frederick John Dealtry Lugard hi fou enviat com a administrador militar i va prendre possessió el 26 de desembre de 1890. Uganda va restar doncs com a zona d'influència britànica i el protectorat quedava administrat per la Companyia Imperial.
Kabalega de Bunyoro-Kitara fou derrotat a la regió de Toro el 14 d'agost de 1891 pel capità Lugard, agent de la Companyia Imperial Britànica de l'Àfrica Oriental, que havia estat enviat a la zona i que portava una tropa mercenària núbia. Lugard va retornar l'antic regne de Toro al seu legítim hereu el príncep Kasagama, que fou proclamat rei el 1891 amb el nom de Daudi Kyebambe Kasagama (Kasagama Kyebambe IV) i que va ajudar els britànics contra Bunyoro, va cooperar amb les forces colonials, i va introduir el cristianisme.
La guerra civil que va donar el poder als anglicans sobre els missioners catòlics francesos a Buganda es va acabar amb el tractat de 23 de març de 1892. Les missions catòliques foren arrasades i el bisbe francès va haver de fugir del país. El govern britànic va pagar després una compensació als catòlics francesos.
La companyia Imperial Britànica va renunciar al protectorat d'Uganda el 1893 degut al cost financer que comportava. L'1 d'abril de 1893 el govern britànic va assumir provisionalment l'administració, i definitivament l'11 d'abril de 1894. La situació es va regular el 18 de juny de 1894 quan es va declarar el protectorat sobre Buganda, i sobre altres regnes com Bunyoro i Ankole. El territori administratiu del protectorat britànic d'Uganda, inicialment només Buganda, es va declarar ampliat a Ankole, Toro i Bunyoro-Kitara, i la seva zona d'influència (30 de juny de 1896). El protectorat es va ampliar als principats de Busoga el 3 de juliol de 1896. La cooperació de Buganda en aquestes conquestes fou agraïda amb la cessió de dos províncies de Bunyoro.
Tropes mercenàries núbies que havien servit al kediv d'Egipte i després havien estat enrolades pels britànics, van servir per dominar Bunyoro, Toro, Ankole i Busoga. Aquestes tropes núbies es van amotinar el 1897 i van combatre a Buganda durant dos anys fins que foren derrotats definitivament per tropes portades de l'Índia. Toro i Ankole va lluitar al costat dels britànics i Buganda i Bunyoro ho va fer a l'altre bàndol. Els seus dos reis foren deportats a les illes Seychelles.
L'1 de juliol de 1895 els britànics també havien agafat l'administració del protectorat de l'Àfrica Oriental Britànica després de fer fallida la companyia imperial.
El 1899 els límits del protectorat es van ampliar pel costat del Nil. El 1900 es va arranjar el problema de nomenar reis a Bunyoro i Buganda i el protectorat es va dividir en sis províncies.
El comissionat d'Uganda Sir Harry Hamilton Johnston, va imposar el 1900 un acord que establia determinats repartiments de terra, taxes i sobre l'administració interior. Altres tractats es van fer amb Toro el mateix any, i Ankole el 1901 (i amb Bunyoro el 1933), amb el repartiment de terres com a principal qüestió. Molts bagandes van oferir els seus serveis com a administradors i van estendre l'ús de la seva llengua, el luganda
El 1901 es va produir una unió postal i monetària entre l'Àfrica Oriental Britànica i Uganda. L'1 d'abril de 1902 la part oriental del protectorat d'Uganda, constituïda per dues de les províncies del protectorat, fou transferida a l'Àfrica Oriental Britànica. Uganda va quedar dividida en quatre províncies. L'administració dels dos protectorats corresponia al Foreign Office però el 1903 el d'Uganda fou transferit a l'Oficina Colonial, i l'1 d'abril de 1905 ho fou el de l'Àfrica Oriental Britànica.
El 1910 i 1911 es van signar tractats amb Bèlgica (Congo Belga) i Alemanya (Àfrica Oriental Alemanya) per arranjar les fronteres del sud-oest i oest. La vora occidental del llac Albert Nyanza i territori annex fou adjudicada al Congo Belga, i el districte de Kigezi (5325 km²) al Protectorat d'Uganda; els alemanys van entregar Kigezi formalment el gener del 1912 i el 1914 Kabale fou erigida en cap del districte.
El 1914 es va produir un altre canvi territorial quan la part més al nord de la província del Nil Oriental va passar al Sudan, que ara arribava fins a Nimuli i, per tant, controlava tot el trajecte navegable del Nil. A canvi Sudan va transferir a Uganda uns 10000 km² a l'oest del Nil i al nord del llac Albert Nyanza, que abans pertanyé a l'enclavament de Lado cedit a Leopold de Bèlgica.
El govern efectiu sobre tot el territori va quedar establert el 1915, excepte el districte a l'oest del llac Rodolf, zona àrida poblada pels turcanes (turkana) i altres tribus nòmades i/o bel·licoses. Degut a les depredacions dels nòmades d'aquesta zona contra altres tribus el govern del protectorat va haver de fer diverses expedicions de càstig, sent la més important la de l'abril a juny de 1918 en què també van participar unitat militars de l'Àfrica Oriental Britànica (Kenya) i de Sudan.
La I Guerra Mundial va esclatar l'agost de 1914 en un moment en què els britànics estaven en expedició contra els turcanes. La frontera estava desguarnida però els alemanys no ho van aprofitar. Quan els belgues van iniciar l'ofensiva l'abril del 1916, Uganda va quedar fora del teatre d'operacions. Fins a 10.000 soldats i altres forces auxiliars foren reclutats durant la guerra a Uganda, i es va crear un cos sanitari d'indígenes patrocinat pel primer ministre de Buganda, Apollo Kagwa. Bagandes, batoros, banyoros i basogas entre d'altres van donar ple suport als britànics; el govern de Buganda, per orde del rei, va mobilitzar a tots els seus homes capaços d'agafar les armes.
El 1917 van esclatar disturbis al districte de Kigezi protagonitzats per la secta dels nabingis (des de 1913 s'havien format algunes sectes contràries als blancs) que demanava l'expulsió dels blancs. Va agafar un carner per tòtem i amb dos mil guerrers va atacar a britànics, belgues i alemanys.
El 1917 va deixar el càrrec després de 17 anys el governador Jackson i el novembre va agafar les funcions R. T. Corydon. El 1918 el moviment Jove Buganda va demanar mesures democratitzadores.
El desenvolupament es va accelerar després del 1910. A partir del 1911 van començar a arribar residents europeus em nombre limitat que van contribuir en gran manera a la prosperitat, que si bé frenada per la guerra del 1914 al 1918, va continuar després.
El 1919 la rúpia va pujar però l'oficina colonial va fixar el seu valor en dos xílings el 1920. Això va causar turbulències financeres que va afectar el comerç, unides a la baixa del preu del cotó des de mitjans del 1920 que va afectar la indústria. El 1920 el país fou visitat per l'etnòleg John Roscoe.
El 1920 es va crear el consell legislatiu no electiu, format per membres designat per diversos sectors de les comunitats, que va celebrar la primera sessió el 23 de març de 1921. Aquest mateix any l'Associació Bataka va protagonitzar les primeres lluites contra l'aristocràcia feudal a Buganda.
El 1922 es va obrir el ferrocarril de Jinja a Kampala. Las universitat de Makarere (1922) va suposar un gran avenç però en general l'educació estava força desenvolupada i el 1930 assistien a classe 231.392 africans. L'1 de febrer de 1926 la província de Rudolf, a l'extrem nord-est del país, fou cedida a la colònia de Kenya.
Des del 1926 es va començar a explotar l'estany a Kagera i Ankole que es va sumar a la gran riquesa agrícola del país, el cotó, introduït al país pel governador Bell el 1908 (també era important el cafè). A la regió de Rwenzururu es va descobrir coure el 1930 i olis minerals a la regió del Llac Albert.
Després de la guerra el sentiment anti colonial va predominar. El 1954 el kabaka (rei) de Buganda, va demanar la independència i els britànics hi van accedir el 1955. S'establiria una federació ugandesa en la que el regne d'Uganda seria un dels membres; però els britànics van donar suport als petits propietaris, nacionalistes i panugandesos, oposats a la monarquia; els britànics van aparèixer com a defensor del progrés enfront d'una autocràcia.
Van sorgir nombrosos partits entre els quals els principals foren el Congrés Nacional d'Uganda, el Partit Democràtic (catòlic) de B. Kiwanuka, i sobretot el Congrés Popular d'Uganda de Milton Obote. Tot i el seu nacionalisme van haver d'acceptar un règim federal amb hegemonia de Buganda, per obtenir el suport de les forces feudals. El Congrés Popular es va aliar al partit reial de Buganda (Kabakka iekka) i Milton Obote va poder accedir al poder el 20 d'abril de 1962 desplaçant a Kiwanuka que havia dirigit el govern anteriorment.
L'autonomia interna s'havia establert l'1 de març de 1962 i la independència plena es va assolir el 9 d'octubre de 1962. Obote era cap del govern i un governador general representava a la reina fins que es va proclamar la república just un any després el 9 d'octubre de 1963 amb el rei Mutesa II com a cap d'estat (legalment el rei de Buganda fou el president de la República d'Uganda)

## Divisió administrativa
El protectorat va quedar dividit el 1902 en quatre províncies, subdividides en districtes:
- Oriental
  - Busoga
  - Teso
  - Lango
  - Karamoja
  - Bugwere
  - Bugishi
  - Budama
- Septentrional
  - Bunyoro
  - Gulu
  - Chua
  - Nil Oriental
- Occidental
  - Toro
  - Ankole
  - Kigezi
- Buganda i Illes del Llac Victòria, capital Mengko (Kampala)
  - Mongo
  - Masaka
  - Mubenve
  - Entebbe

## Governadors

### administrador militar
- Frederick John Dealtry Lugard 26 de desembre de 1890 - Maig de 1892

### Commissionats
- Sir Gerald Herbert Portal 1 d'abril de 1893 - 30 de maig de 1893
- James Ronald Leslie MacDonald 40 de maig de 1893 - 4 de novembre de 1893 (interí)
- Henry Edward Colville 1893 - 1894
- Frederick Jackson 10 de maig de 1894 - 24 d'agost de 1894 (interí)
- Ernest James Berkeley 1894 -1899
- Sir Harry Hamilton Johnston 1899 - 1901
- Sir James Hayes Sadler 1901 - 1907
- Henry Hesketh Joudou Bell 1907 - 1910
- Harry Edward Spiller Cordeaux 1 de febrer de 1910 - 18 d'octubre de 1910

### Governors
- Harry Edward Spiller Cordeaux 1910 - 1911 (interí)
- Stanley Charles Tomkins 1910 - 1911 (interí)
- Frederick John Jackson 1911 - 1918
- Robert Thorne Coryndon 1918 - 1922
- Sir Geoffrey Francis Archer 1922 - 1925
- Sir William Frederick Gowers 1925 - 1932
- Sir Bernard Henry Bourdillon 1932 - 1935
- Philip Euen Mitchell 1935 - 1940
- Sir Charles Cecil Farquharson Dundas 1940 - 1945
- Sir John Hathorn Hall 1945 - 1952
- Sir Andrew Benjamin Cohen 1952 - 1957
- Sir Frederick Crawford 1957 - 1961
- Sir Walter Fleming Coutts 1961 - 1962

### Governador general
- Sir Walter Fleming Coutts 9 d'octubre de 1962 - 9 d'octubre de 1963 (governador des de 1961)

## Banderes

Bandera del Congrés Popular d'Uganda 1960-1971

Bandera no oficial del 1 de Març al 20 d'abril de 1962

Fins a 1895 es va utilitzar el pavelló blau de la Companyia Imperial de l'Àfrica Oriental Britànica. Aquest pavelló es va mantenir durant dos anys després que la companyia va abandonar l'administració d'Uganda, però quan va abandonar també la de l'Àfrica Oriental Britànica (el 1895) es van establir nous emblemes per posar sobre el pavelló blau del protectorat d'Uganda i sobre el de l'Àfrica Oriental Britànica; no hi va haver un pavelló únic.
El pavelló d'Uganda incloïa una au típica d'Uganda, multicolor, dins un disc. S'utilitzà tant al pavelló blau, pels edificis i vaixells del govern, com en el pavelló vermell, pels vaixells de navegació civil al llac Victòria (i altres). El governador utilitzà la Unió Jack amb aquest emblema al centre envoltat per la garlanda clàssica.
La bandera d'Uganda no es va modificar mai entre 1895 i 1962. L'1 de març de 1962 va accedir a l'autonomia i el Partit Democràtic de Benedict Kiwanuka va proposar una bandera no oficial verde blava i verde separades les franges per fimbriació groga, i amb l'au en daurat a la franja central; el verd era per la vegetació; el blau pel Nil; i el groc pel sol. Com que el verd era el color del Partit Democràtic i aquesta bandera no agradava a l'oposició del Partit del Congrés Popular d'Uganda, de Milton Obote. Quan aquest va guanyar les eleccions al cap d'un més, la proposta fou descartada en favor d'un disseny basat en la bandera del seu partit que era negre, groga i vermell en horitzontal. La nova bandera d'Uganda fou adoptada formalment el 9 d'octubre de 1962.
El governador general va utilitzar durant un any la bandera blava amb corona Tudor sobre la qual un lleó coronat mirant al pal; a la part inferior una cinta amb la inscripció "Uganda".